# U-70号潜艇 (1915年)
陛下之70号潜艇是第一次世界大战期间运用于德意志帝国海军的UD级潜艇或称U艇的最后一艘。它原本由奥匈帝国海军向日耳曼尼亚船厂订购，并以U-11号的名义自1914年2月开始在基尔铺设龙骨，但随着1914年8月战争爆发后，奥匈帝国海军确信该艇无法通过直布罗陀交付至亚得里亚海，遂于1914年11月将包括U-11号在内的五艘UD级潜艇整体转售予德意志帝国海军。
在德国人手中，U-11号被重编为U-70号，并按照德国的规格进行重新设计和改建。U-70号于1915年7月下水，至同年9月投入使用。竣工后，它的水上排水量为791吨，水下排水量为933吨。艇身全长69.50米，装备有五具鱼雷发射管和一门甲板炮。
战争期间，作为第四半区舰队的一分子，U-70号在十二次巡逻中共击沉了52艘协约国或中立国船舶，容积总吨为135,288吨；这其中包括重达11,899总吨、作为一战期间被德国U艇击沉的最大型船舶之一的英国邮轮南国号，于1917年6月沉没。此外，U-70号也曾击沉1艘英国花级单桅战船以及击伤5艘商船（24,971总吨）。至1918年11月20日，即停战协议签署九天后，U-70号被引渡至英国正式投降，并最终于1919年至1920年间在博內斯拆解报废。

## 设计及建造
奥匈帝国海军在评估了三款竞争性的外国潜艇设计之后，最终选择了日耳曼尼亚船厂的506d型设计，即后来的UD级，来装备其U-7至U-11号潜艇。海军于1913年2月1日签署了五艘潜艇的订购合同。
506d型方案被奥匈帝国海军视为U-3级潜艇的改进版本，后者同样是日耳曼尼亚船厂的产品。根据奥匈帝国海军的计划，这些艇只的水上排水量为706吨，水下排水量为899吨。它们均为双层艇体，全长69.50米，舷宽6.30米，吃水3.79米。奥地利的规范要求这些双轴潜艇只在水上运行时使用双柴油发动机（总功率2,300匹公制馬力, 2,269匹制動馬力1,692千瓦特），速度最高可达17節（31每小時）；在水下运行时使用双电动发电机（总功率1,240匹公制馬力, 1,223匹軸馬力912千瓦特），最高速度为11節（20每小時）。艇只配备有五具450毫米鱼雷发射管，其中四具在艇艏、一具在艇艉。甲板炮则是一门66毫米26倍径炮。
作为同级的末艇，U-11号是自1914年2月11日开始铺设龙骨。根据建造计划，它将在29至33个月内完工。但当1914年8月第一次世界大战爆发时，U-11号及其任何一艘姊妹艇都没有完成。由于这些潜艇是在波罗的海沿岸的基尔建造的，奥地利人确信它们将不可能完成交付：艇只需要行经隶属英国领土的直布罗陀，才能被转运至地中海，而奥匈帝国与英国当时正处交战状态。结果，U-11号及其四艘姊妹艇于1914年11月28日被转售予德意志帝国海军。
U-11号被德国人重新编为U-70号，而它的船级也被重新指定为UD级。德意志帝国海军根据德国标准对潜艇进行了重新设计和建造，将水上和水下排水量分别提高了96吨和48吨。鱼雷携弹量也增加了三分之一，从9枚增加至12枚，甲板炮的尺寸则从最初指定的66毫米升级为88毫米30倍径速射炮。

## 服役历史

### 早期运用
U-70号于1915年7月20日下水。同年9月22日，艇只在首任艇长、海军上尉奥托·温舍的指挥下正式投入德意志帝国海军服役。U-70号是这位30岁军官指挥的第二艘U艇；他自1914年8月便开始担任U-25号艇长，直到U-70号入役的前一周才被调离。随后，温舍于1916年1月受命率U-70号护送德国突围舰玛丽号（Marie）穿越北海。2月下旬，U-70号再次接获类似任务，为从汉堡出航的辅助巡洋舰狮鹫号提供侦察保护。然而，由于恶劣的天气条件，两者很快便失去了联络。狮鹫号遂于2月29日遭英国皇家海军击沉。自1916年3月4日起，艇只被分配至驻埃姆登及博尔库姆的第四半区舰队，并一直隶属于该部队至战争结束。

### 德国人的第二轮攻势
在U-70号加入第四半区舰队的一个月后，德国于1916年2月发动了针对大西洋航运的第二轮潜艇攻势。与第一轮潜艇攻势一样，U艇会被单独派往苏格兰周边，在爱尔兰海和英吉利海峡的西侧出入口巡逻。在这一系列战役中，U-70号于3月16日击沉了第一艘船——当时它在法斯耐特岩西北偏西约60海里（110）处解决了英国帆船威利号（Willie）。同一天，它还击伤了满载着小麦、从加尔维斯敦驶往雅芳茅斯的英国货轮伯温戴尔号（Berwindale）。在3月余下的时间和4月初，U-70号又击沉了容积为14,557总吨的5艘船只；其中最大的一艘是英国货轮鹰点号（Eagle Point），载有来自新不伦瑞克圣约翰的大量干草和燕麦，于3月28日遭鱼雷击沉。至1916年4月底，公海舰队（U-70号所在的第四半区舰队隶属于该舰队）的新任总司令、海军上将赖因哈德·舍尔，叫停了商业航运攻势，命令所有身处海上的舰艇返航，并留港待命。

### 大舰队伏击战
1916年5月中旬，舍尔完成制定了诱歼部分英国大舰队的计划。公海舰队将通过突袭桑德兰，引诱英国舰队穿过“由潜艇和雷区组成的巢穴”。U-70号成为5月17日开始出海侦察北海中部英国舰队踪迹的九艘U艇之一。经过五天的侦察，U-70号连同U-63号、U-52号、U-51号、U-32号、U-24号以及姊妹艇U-66号一起，于5月23日在福斯湾附近就位。另外两艘潜艇，U-43号和U-44号，则驻扎在彭特兰海峡，以备随时攻击离开斯卡帕湾的英国舰队。所有舰艇都要原地待命至6月1日，等待报告英国舰队行踪的电码本信息。然而，对德国人来说不幸的是，英国海军部收到了有关于德国潜艇离港的情报，加上对方并未袭击商船，这引起了英国人的警觉。
公海舰队的出发时间被推迟（已转至斯卡格拉克海峡），而五艘U艇也没有收到英国人推进的电码信息，这使得舍尔预期中的伏击成为“彻底而令人失望的失败”。尽管U-70号已经收到了推进警告的电码信息，但它的船员并没有发现大舰队的任何舰艇。由于U艇的伏击未能击沉任何英国主力舰，使得公海舰队在5月31日至6月1日爆发的日德兰海战中，与满编的大舰队交锋时处于数量上的劣势。
U-70号的下一次战功直至1916年12月才取得，当时它于12月17日击沉了5,587总吨的英国轮船帕斯卡尔号（Pascal）。在接下来的一个月里，她又相继击沉了14艘商船，容积总吨为19,795吨。

### 无限制潜艇战
从战争初期开始，英国就对德国实施了海上封锁，以阻挠中立国的船只进入德国港口。到1916－1917年的所谓“芜菁之冬”时，封锁已经严重限制了德国的食品和燃料进口。其结果是婴儿死亡率上升，有多达70万人死于战争期间的饥荒或失温症。由于封锁造成了如此可怕的后果，德皇威廉二世亲自批准从1917年2月1日开始重启无限制潜艇战，以期迫使英国人媾和。新的交战规则明确规定不得让任何船只浮于水面。
在新的交战规则框架下，U-70号第一次有记录的行动发生于1917年2月底，当时它炮轰了悬挂英国国旗的圣帕特里西奥号（San Patricio）。这艘容积为9,712总吨的液货轮在奥克尼群岛附近遇遭遇U-70号，但在袭击中幸免于难。3月，U-70共击沉12艘船舶，累计为25,708总吨，另击伤了1艘容积为4,666总吨的商船。
1917年4月，德国的U艇共成功击沉了860334吨的协约国或中立国船舶，这一总数是在两次世界大战中任何一个自然月都无法匹敌的。U-70号对此所作的贡献是将10艘累计23,530总吨的船舶送入海底，其中4艘是在同一天，即4月24日完成。
尽管德国U艇单月击沉的总吨位在4月份达到顶峰，但5月和6月的击沉量仍然维持在600,000吨以上。U-70没有对5月的数据作出贡献，但其时任艇长温舍被授予了霍亨索伦王室勋章。U-70号于6月4日击沉英国远洋邮轮南国号，开启了又一个卓有成效的月份。南国号的容积为11,899总吨，是U-70号所击沉的最大型船舶，也是一战期间被德国U艇击沉的最大型船舶之一。当U-70号在离托里岛约140海里（260）的56°10′N 12°14′W / 56.167°N 12.233°W处击沉南国号时，它正满载着零担货物从利物浦前往费城。在6月剩余的时间里，U-70号又相继击沉了7艘船，累计为26,131总吨。
此后，U-70号在战争余下的时间里只击沉了兩艘船，其中包括1918年5月5日的英国花级单桅战船杜鹃花号（HMS Rhododendron）。杜鹃花号是一艘1917年建造的专用Q船，可伪装成商船引诱德国U艇进入其隐蔽的火炮射程。它是在奥克尼群岛的马尔角附近巡逻时被U-70号发射的一枚鱼雷击中。时任船长、海军中校查尔斯·亚瑟·皮尔在遇袭后迷失了方向，他没有命令“恐慌小组”将潜艇引到射程内，而是下令彻底撤离船只，且行动非常仓促和混乱。U-70号驶近燃烧中的船只，观察了混乱的疏散过程，并从救生筏上捕获一名军士——他透露了这艘船的真实身份。U-70号遂对失事船只实行炮击，并在没有受到攻击的情况下成功逃离。杜鹃花号于翌日早晨倾覆沉没，共造成15人遇难，其中4人在爆炸中丧生、11人在疏散过程中溺亡。皮尔及其余船员的行为其后受到了英国海军部委员会的严厉抨击和批评。

### 结局
在总计十二次巡逻中，U-70号共击沉了136,578总吨的53艘船只，击伤了24,971总吨的5艘船只。它在战争中幸存了下来，没有被击沉。1918年11月20日，即停战协议签署九天后，U-70号被引渡至英国正式投降，并最终于1919年至1920年间在苏格兰的博內斯拆解报废。

## 袭击历史摘要
| 日期           | 船名              | 船籍                 | 吨位                   | 结局 |
| -------------- | ----------------- | -------------------- | ---------------------- | ---- |
| 1916年3月16日  | 伯温戴尔号        | 英国                 | 5242                   | 击伤 |
| 1916年3月16日  | 威利号            | 英国                 | 185                    | 击沉 |
| 1916年3月17日  | 林德夫耶德号      | 挪威                 | 2230                   | 击沉 |
| 1916年3月22日  | 布干维尔号        | 法國                 | 2248                   | 击沉 |
| 1916年3月24日  | 费内布里奇号      | 英国                 | 3838                   | 击沉 |
| 1916年3月25日  | 顿德号            | 英国                 | 4602                   | 击伤 |
| 1916年3月28日  | 鹰点号            | 英国                 | 5222                   | 击沉 |
| 1916年4月2日   | 阿雷纳号          | 挪威                 | 1019                   | 击沉 |
| 1916年12月17日 | 帕斯卡尔号        | 英国                 | 5587                   | 击沉 |
| 1916年12月18日 | 尤金·加斯东号     | 法國                 | 184                    | 击沉 |
| 1916年12月18日 | 弗利姆斯顿号      | 英国                 | 5751                   | 击沉 |
| 1916年12月18日 | 伊龙代勒号        | 法國                 | 148                    | 击沉 |
| 1916年12月22日 | 前进号            | 意大利               | 1673                   | 击沉 |
| 1916年12月22日 | 蒂拉号            | 挪威                 | 749                    | 击伤 |
| 1916年12月24日 | 哈里·W·亚当斯号   | 英国                 | 127                    | 击沉 |
| 1916年12月26日 | 斯皮纳威号        | 英国                 | 95                     | 击沉 |
| 1916年12月30日 | 博尔号            | 挪威                 | 741                    | 击沉 |
| 1916年12月30日 | 埃达号            | 挪威                 | 1138                   | 击沉 |
| 1917年1月1日   | 齐斯罗皮纳斯号    | 希腊                 | 3015                   | 击沉 |
| 1917年1月2日   | 阿空加瓜号        | 法國                 | 1313                   | 击沉 |
| 1917年1月2日   | 奥达号            | 挪威                 | 1101                   | 击沉 |
| 1917年1月2日   | 圣莱安德罗号      | 西班牙               | 1616                   | 击沉 |
| 1917年1月4日   | 红宝石号          | 俄罗斯               | 949                    | 击沉 |
| 1917年1月9日   | 优秀号            | 英国                 | 1944                   | 击沉 |
| 1917年2月27日  | 圣帕特里西奥号    | 英国                 | 9712                   | 击伤 |
| 1917年3月3日   | 金卡丁号          | 英国                 | 4108                   | 击沉 |
| 1917年3月9日   | 因弗洛吉号        | 英国                 | 2347                   | 击沉 |
| 1917年3月10日  | 地中海号          | 英国                 | 105                    | 击沉 |
| 1917年3月10日  | T·克罗利号        | 英国                 | 97                     | 击沉 |
| 1917年3月12日  | 温尼贝戈号        | 英国                 | 4666                   | 击伤 |
| 1917年3月13日  | 阿尔玛号          | 俄罗斯               | 335                    | 击沉 |
| 1917年3月13日  | 伊丽莎白·埃莉诺号 | 英国                 | 169                    | 击沉 |
| 1917年3月13日  | 培拉号            | 俄罗斯               | 1737                   | 击沉 |
| 1917年3月15日  | 巴拉吉耶号        | 法國                 | 2293                   | 击沉 |
| 1917年3月15日  | 喀耳刻号          | 法國                 | 4133                   | 击沉 |
| 1917年3月16日  | 诺玛·普拉特号     | 英国                 | 4416                   | 击沉 |
| 1917年3月16日  | 弗吉兰西亚号      | 美国                 | 4115                   | 击沉 |
| 1917年3月18日  | 约书亚·尼科尔森号 | 英国                 | 1853                   | 击沉 |
| 1917年4月21日  | 索贝克号          | 英国                 | 4601                   | 击沉 |
| 1917年4月24日  | 加尔布雷斯氏号    | 挪威                 | 2168                   | 击沉 |
| 1917年4月24日  | 厄俄斯号          | 丹麦                 | 179                    | 击沉 |
| 1917年4月24日  | 女武神号          | 瑞典                 | 233                    | 击沉 |
| 1917年4月24日  | 韦斯特达尔号      | 挪威                 | 1690                   | 击沉 |
| 1917年4月26日  | 哈弗莱特号        | 英国                 | 4814                   | 击沉 |
| 1917年4月27日  | 曼彻斯特市民号    | 英国                 | 4251                   | 击沉 |
| 1917年4月28日  | 安妮·玛丽号       | 挪威                 | 441                    | 击沉 |
| 1917年4月29日  | 戴尔比号          | 英国                 | 3628                   | 击沉 |
| 1917年4月30日  | 德拉米尔号        | 英国                 | 1525                   | 击沉 |
| 1917年6月4日   | 南国号            | 英国                 | 11899                  | 击沉 |
| 1917年6月9日   | 阿普尔多尔号      | 英国                 | 3843                   | 击沉 |
| 1917年6月9日   | 埃及人号          | 英国                 | 3818                   | 击沉 |
| 1917年6月9日   | 哈伯里号          | 英国                 | 4572                   | 击沉 |
| 1917年6月10日  | 加利西亚号        | 英国                 | 1,400                  | 击沉 |
| 1917年6月11日  | 珀斯城号          | 英国                 | 3427                   | 击沉 |
| 1917年6月18日  | 阿德莱德女王号    | 英国                 | 4965                   | 击沉 |
| 1917年6月19日  | 布法罗号          | 英国                 | 4106                   | 击沉 |
| 1917年8月25日  | 马达尔号          | 英国                 | 7896                   | 击沉 |
| 1918年5月5日   | 杜鹃花号          | 英國皇家海軍         | 1290                   | 击沉 |
|                |                   | 击沉： 击伤： 总计： | 136,578 24,971 161,549 |      |

## 脚注
1. 1 2 3 4  Gardiner，第177頁.
2. 1 2 3 4 5  Helgason, Guðmundur. . German and Austrian U-boats of World War I - Kaiserliche Marine - Uboat.net.
3. 1 2 3  Gröner 1991，第10頁.
4. 1 2 3 4  Helgason, Guðmundur. . German and Austrian U-boats of World War I - Kaiserliche Marine - Uboat.net.
5. ↑  Helgason, Guðmundur. . German and Austrian U-boats of World War I - Kaiserliche Marine - Uboat.net.
6. ↑  Gardiner，第340頁.
7. 1 2 3 4  Gardiner，第343頁.
8. ↑  Gardiner，第342–343頁.
9. ↑  Helgason, Guðmundur. . German and Austrian U-boats of World War I - Kaiserliche Marine - Uboat.net.
10. ↑  Helgason, Guðmundur. . German and Austrian U-boats of World War I - Kaiserliche Marine - Uboat.net.
11. ↑  Helgason, Guðmundur. . German and Austrian U-boats of World War I - Kaiserliche Marine - Uboat.net.
12. ↑  Helgason, Guðmundur. . German and Austrian U-boats of World War I - Kaiserliche Marine - Uboat.net.
13. ↑  Sieche，第19頁.
14. ↑  Helgason, Guðmundur. . German and Austrian U-boats of World War I - Kaiserliche Marine - Uboat.net.   [2009-02-17].
15. ↑  Gibson & Prendergast，第83頁.
16. ↑  Walter，第91頁.
17. ↑  Tarrant，第34頁.
18. 1 2  Herzog，第139頁.
19. ↑  Tarrant，第27–28頁.
20. 1 2 3 4 5 6 7 8  Helgason, Guðmundur. . German and Austrian U-boats of World War I - Kaiserliche Marine - Uboat.net.   [2008-12-09].
21. ↑  Helgason, Guðmundur. . German and Austrian U-boats of World War I - Kaiserliche Marine - Uboat.net.   [2008-12-09].
22. ↑  Helgason, Guðmundur. . German and Austrian U-boats of World War I - Kaiserliche Marine - Uboat.net.   [2008-12-09].
23. ↑  Tennent，第97頁.
24. ↑  Tarrant，第30頁.
25. 1 2 3  Gibson & Prendergast，第97頁.
26. 1 2  Tarrant，第31頁.
27. ↑  Tarrant，第32頁.
28. ↑  Gibson & Prendergast，第99頁.
29. ↑  Tarrant，第32–33頁.
30. ↑  Tarrant，第44–45頁.
31. ↑  Tarrant，第45頁.
32. ↑  Tarrant，第46頁.
33. ↑  Helgason, Guðmundur. . German and Austrian U-boats of World War I - Kaiserliche Marine - Uboat.net.   [2021-10-13].
34. ↑  Helgason, Guðmundur. Ships hit during WWII: Southern Princess. German and Austrian U-boats of World War II - Kriegsmarine - Uboat.net. [2021-10-13].
35. ↑  Tarrant，第47頁.
36. ↑  Helgason, Guðmundur. . German and Austrian U-boats of World War I - Kaiserliche Marine - Uboat.net.   [2008-12-06].
37. ↑  Tennent，第138頁.
38. ↑  Herzog，第120頁.
39. ↑  Hepper，第131頁.